# Kazimierz Pres
Kazimierz Pres (ur. 25 sierpnia 1943 w Trzycierzu, zm. 18 kwietnia 2022 w Avellaneda w Argentynie) – polski duchowny katolicki, misjonarz w Argentynie.

## Życiorys
Pochodził z parafii św. Andrzeja Apostoła w Siedlcach. Do szóstej klasy szkoły podstawowej uczęszczał do Trzycierza, a ostatni siódmy rok uczył się w Siedlcach. Wykształcenie średnie zdobył w I Liceum Ogólnokształcącym w Nowym Sączu (1958-1962).
Po wstąpieniu do Wyższego Seminarium Duchownego w Tarnowie, kiedy rozpoczynał drugi rok studiów, został powołany do odbycia zasadniczej służby wojskowej w Pleszewie (1963-1965). Po ukończeniu studiów teologicznych, przyjął święcenia kapłańskie z rąk bpa Jerzego Ablewicza w dniu 2 czerwca 1968. Po święceniach pracował jako wikariusz w parafiach: Chorzelów (1968-1971), Tarnów - Matki Bożej Fatimskiej (1971-1974), Biecz (1974-1975) i Łączki Kucharskie (1975-1977).
Przygotowanie do pracy misyjnej odbył w belgijskim Louvain (1977-1978) w Colegium Pro America. Po kursie podjął jeszcze dwumiesięczny staż językowy w Madrycie. Pierwszą podróż do Argentyny odbył wraz z ks. Tadeuszem Mastejem drogą lądową przez Wiedeń i Rzym do Genui, skąd 1 maja 1978 wyruszyli statkiem Angelica Laura, by po siedemnastu dniach dotrzeć do portu w Buenos Aires.
Pracę duszpasterską ks. Kazimierz podjął w diecezji Lomas de Zamora. Na początku w nowe realia wchodził w parafii pw. Nuestra Senora del Valle w Ezeiza. W kwietniu 1979 objął parafię pw. Nuestra Senora de Lourdes w Lanús Oeste i prowadził ją do końca swego aktywnego pobytu duszpasterskiego w Argentynie. Przybywając tam zastał ubogi kościółek z desek i dwie kapliczki. Wybudował więc dwupiętrowy kościół pod tym samym wezwaniem, co parafia. Przy nim powstała też nowa grota maryjna. Wybudował również dom parafialny, sale katechetyczne pod głównym kościołem i dolną kaplicę. W roku 1983 dzięki niemu powstał też kompleks szkolno-edukacyjny: przedszkole dla 170 dzieci w wieku od 3 do 5 lat, szkoła podstawowa, gimnazjum i liceum ekonomiczne, w których na dwie zmiany uczyło się około 800 uczniów. Na obszarze parafii (w slumsach) zostały wybudowane dwie kaplice dojazdowe: pw. św. Franciszka z Pauli i pw. św. Pantaleona. Ta pierwsza i połowa drugiej kaplicy to również dzieło ks. Presa.
W latach 2008–2013 przebywał w diecezji tarnowskiej. Po przebyciu w Argentynie ortopedycznej operacji nogi, nie będąc w pełni sprawnym fizycznie, od połowy grudnia 2015 rezydował przy katedrze pw. św. Róży w Santa Rosa w prowincji La Pampa i tam podjął posługę spowiednika. Przez ostatni okres życia, w związku z pandemią przebywał w Buenos Aires, gdzie leczył nasilające się choroby. Zmarł 18 kwietnia 2022 w szpitalu w Avellaneda, a pochowany został w Lanús Oeste.